# Международный день инвалидов

Флаг инвалидности представляет права инвалидов.

Международный день инвалидов (на других официальных языках ООН: англ. International Day of Disabled Persons, араб. اليوم الدولي للأشخاص ذوي الإعاقة, ‎исп. Día Internacional de las Personas con Discapacidad, кит. 世界残疾人日, фр. Journée internationale des personnes handicapées
) — установлен 3 декабря каждого года Генеральной Ассамблеей ООН в 1992 году на 47-й сессии (резолюция № A/RES/47/3). Генеральная Ассамблея призвала все государства и международные организации сотрудничать в проведении этого дня.
Позднее, на той же сессии, в резолюции № A/RES/47/88 Генеральная Ассамблея призвала государства-члены ООН проводить мероприятия в ознаменование Международного дня инвалидов с целью интеграции инвалидов в жизнь общества.

## Темы Международного дня инвалидов
- 1997 — «Искусство, спорт и инвалидность»
- 1998 — «Искусство, культура и независимый образ жизни»
- 1999 — «Доступность для всех в новом тысячелетии»
- 2000 — «Создание информационных технологий, работа для всех»
- 2001 — «Полное участие и равенство: требование новых подходов для оценки прогресса и оценки результатов»
- 2002 — «Самостоятельная жизнь и устойчивый заработок»
- 2003 — «Наш собственный голос»
- 2004 — «Ничего о нас без нас»
- 2005 — «Права инвалидов: деятельность в процессе развития»
- 2006 — «Доступ к электронным средствам информации»
- 2007 — «Достойная работа для инвалидов»
- 2008 — «Конвенция о правах инвалидов: достоинство и справедливость для всех нас»
- 2009 — «Реализация целей в области развития, сформулированных в Декларации тысячелетия, в интересах всех: расширение во всём мире прав и возможностей инвалидов и общин, в которых они проживают»
- 2010 — «Выполнение обещания: включение вопросов инвалидности в Цели развития тысячелетия к 2015 году и далее»
- 2011 — «Вместе за лучший мир для всех, включая участие людей с ограниченными возможностями в развитии»
- 2012 — «Устранение барьеров на пути создания инклюзивного и доступного общества для всех»
- 2013 — «Разрушение барьеров, открытие дверей: для инклюзивного общества для всех»
- 2014 — «Устойчивое развитие: потенциал технологии»
- 2015 — «Важность вовлеченности: доступность и расширение прав для людей всех возможностей»
- 2017 — «Преобразования в интересах обеспечения устойчивого и жизнестойкого общества для всех»
- 2018 — «Расширение возможностей инвалидов и обеспечение инклюзивности и равенства»
- 2019 — «Обеспечение активного участия инвалидов жизни общества – реализация Повестки дня в области устойчивого развития на период до 2030 года»
- 2020 — «На пути к инклюзивному и устойчивому миру после пандемии с учетом потребностей инвалидов»
- 2021 — «Лидерство и участие людей с ограниченными возможностями в построении инклюзивного, доступного и устойчивого мира после COVID-19»
- 2022 — «Преобразующие решения для инклюзивного развития: роль инноваций в обеспечении доступного и справедливого мира»
- 2023 — «Объединение усилий для спасения и достижения ЦУР для людей с ограниченными возможностями, с их помощью и при их участии»
- 2024 — «Развитие лидерских качеств людей с ограниченными возможностями для более инклюзивного и устойчивого будущего»